# Palos Verdes Estates
Palos Verdes Estates é uma cidade localizada no estado americano da Califórnia, no condado de Los Angeles. Foi incorporada em 20 de dezembro de 1939.

## Geografia
De acordo com o United States Census Bureau, a cidade tem uma área de 12,3 km², onde todos os 12,3 km² estão cobertos por terra.

### Localidades na vizinhança
O diagrama seguinte representa as localidades num raio de 8 km ao redor de Palos Verdes Estates.

## Demografia
Segundo o censo nacional de 2020, a sua população é de 13 347 habitantes e sua densidade populacional é de 1,100 hab/km². Possui 5 283 residências, que resulta em uma densidade de 427,63 residências/km².